# Amadou Touré
Amadou Touré   (Bujumbura, 27 de setembre de 1982) és un exfutbolista de Burkina Faso de la dècada de 2000.
Fou internacional amb la selecció de futbol de Burkina Faso.
Pel que fa a clubs, destacà a R.O.C. de Charleroi-Marchienne.